# Aldeamayor de San Martín
Aldeamayor de San Martín é um município da Espanha na província de Valladolid, comunidade autónoma de Castela e Leão, de área 53,76 km² com população de 1828 habitantes (2004) e densidade populacional de 34,00 hab/km².

## Demografia
| Variação demográfica do município entre 1991 e 2004 | Variação demográfica do município entre 1991 e 2004 | Variação demográfica do município entre 1991 e 2004 | Variação demográfica do município entre 1991 e 2004 |
| --------------------------------------------------- | --------------------------------------------------- | --------------------------------------------------- | --------------------------------------------------- |
| 1991                                                | 1996                                                | 2001                                                | 2004                                                |
| 1090                                                | 1275                                                | 1588                                                | 1828                                                |